# Hoplopleura meridionidis
Hoplopleura meridionidis är en insektsart som beskrevs av Ferris 1921. Hoplopleura meridionidis ingår i släktet Hoplopleura och familjen gnagarlöss. Inga underarter finns listade i Catalogue of Life.